# STS-51-D
إس تي إس-51-دي (بالإنجليزية: STS-51-D)‏ الرحلة السادسة عشر ضمن برنامج مكوك الفضاء لوكالة ناسا، والرحلة الرابعة لمكوك الفضاء ديسكفري، انطلقت الرحلة في 12 نيسان 1985 من مركز كينيدي للفضاء، تأخر إطلاق الرحلة مدة 55 دقيقة، وهبطت في 19 نيسان في مركز كينيدي للفضاء أيضاً، نشر خلال الرحلة قمرين صناعيين للاتصالات في الفضاء، حملت الرحلة سبعة رواد الفضاء.

## معرض صور

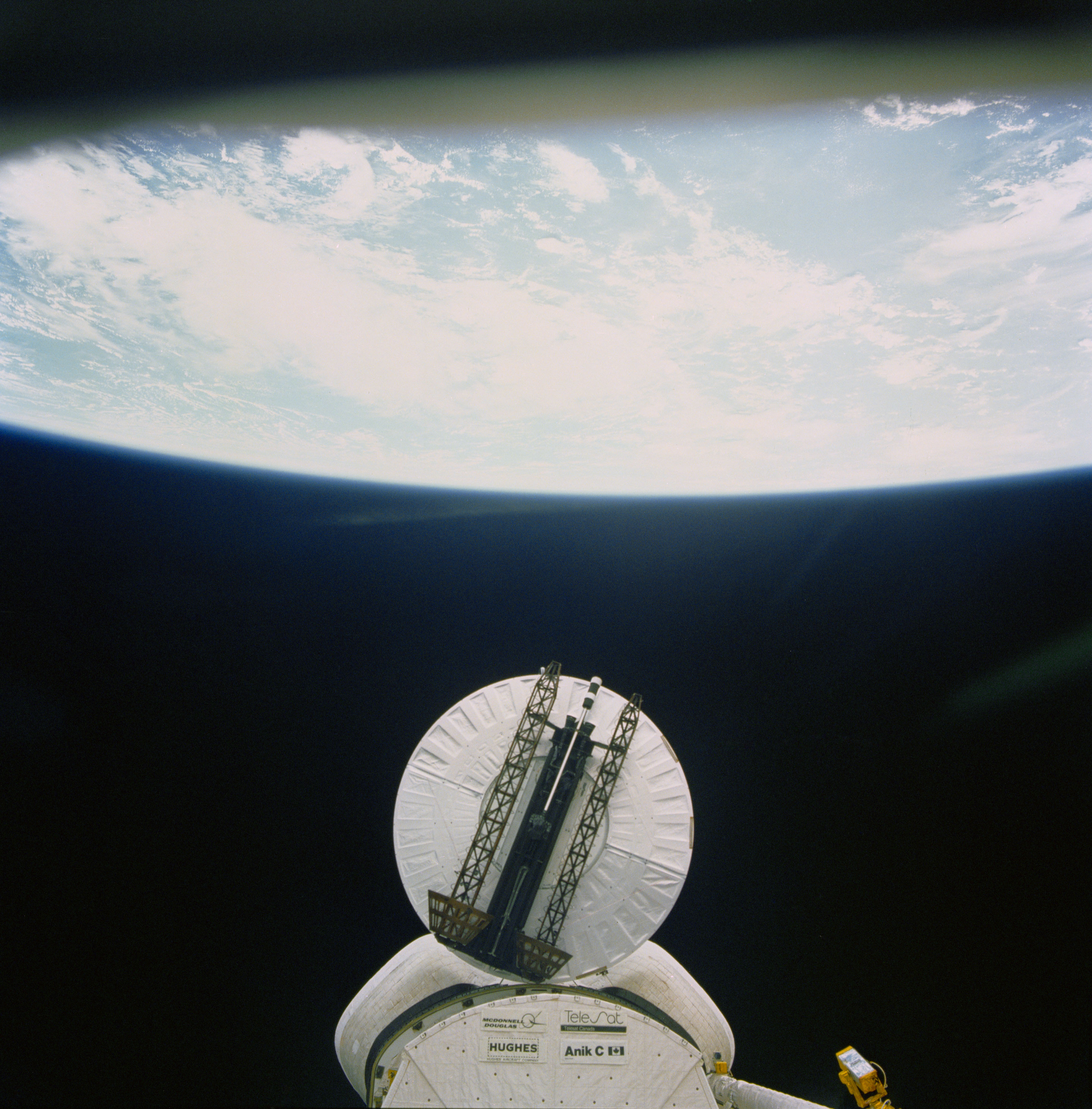
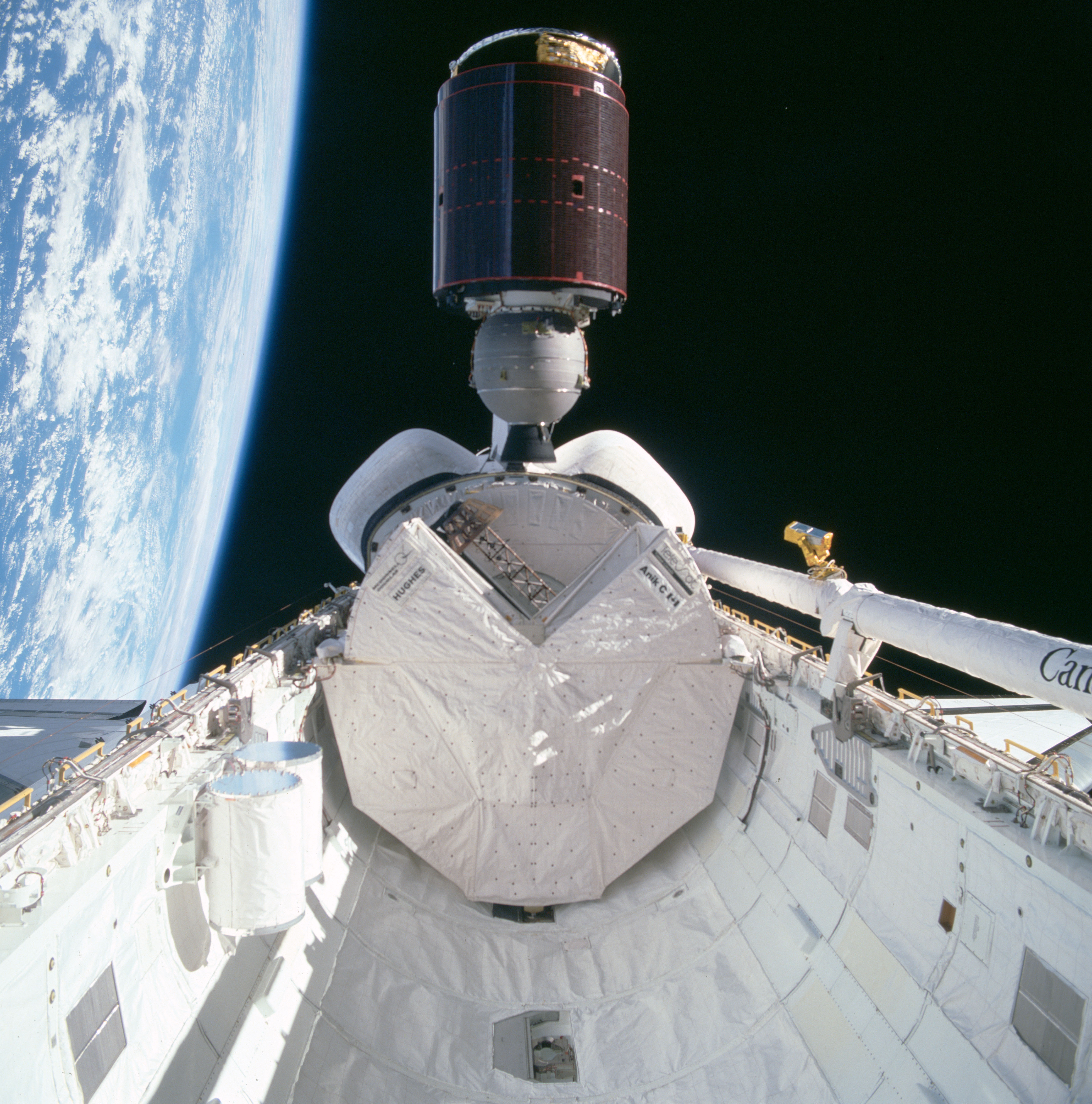
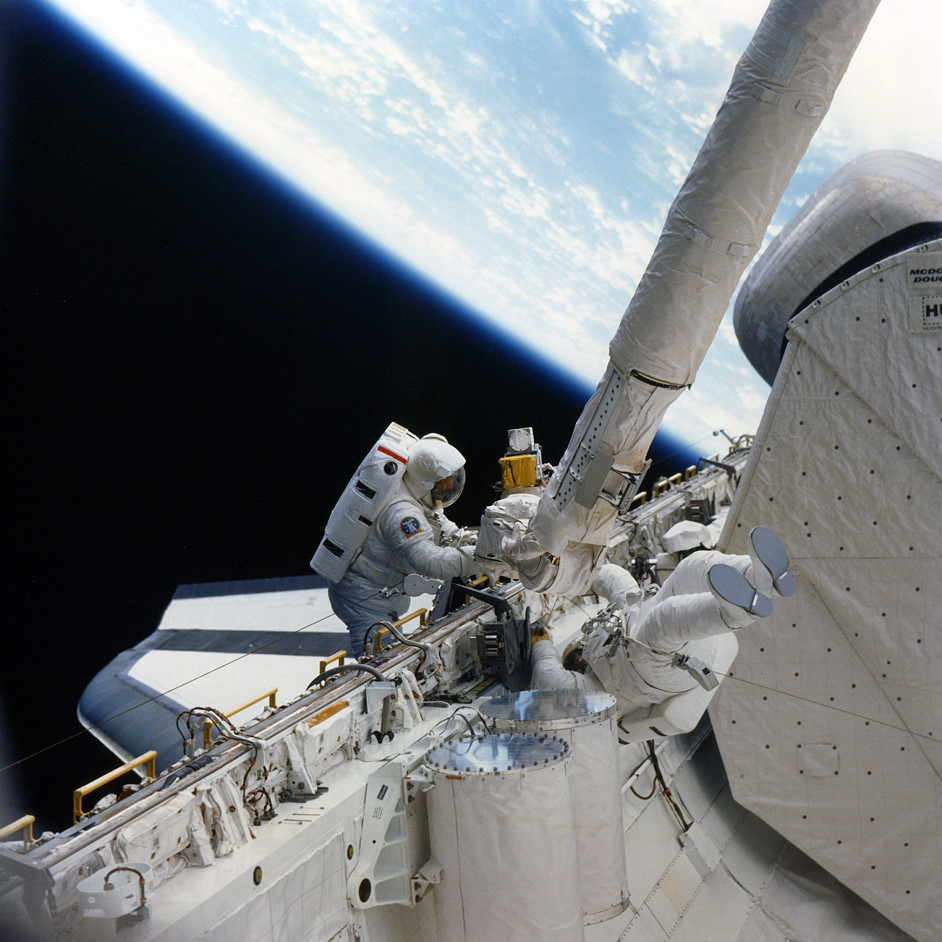